# Кендејл Лејкс (Флорида)
Кендејл Лејкс (енгл. Kendale Lakes) насељено је место без административног статуса у америчкој савезној држави Флорида.

## Демографија
По попису из 2010. године број становника је 56.148, што је 753 (-1,3%) становника мање него 2000. године.
| Група             | 2000.          | 2010.          |
| Белци             | 10.765 (18,9%) | 5.937 (10,6%)  |
| Афроамериканци    | 1.312 (2,3%)   | 1.257 (2,2%)   |
| Азијати           | 1.083 (1,9%)   | 786 (1,4%)     |
| Хиспаноамериканци | 43.574 (76,6%) | 48.584 (86,5%) |
| Укупно            | 56.901         | 56.148         |